# Borovná
Borovná (en allemand : Borowna) est une commune du district de Jihlava, dans la région de Vysočina, en République tchèque. Sa population s'élevait à 83 habitants en 2024.

## Géographie
Borovná se trouve à 5 km au sud-ouest de Telč, à 30 km au sud-sud-est de Jihlava et à 103 km au sud-est de Prague.
La commune est limitée par Mrákotín et Krahulčí au nord, par Horní Myslová à l'est et au sud-est, par Kostelní Myslová et Mysletice au sud, et par Olší à l'ouest.

## Histoire
La première mention écrite de la localité remonte à 1365.

## Transports
Par la route, Borovná se trouve à 5,6 km de Telč, à 34,5 km de Jihlava et à 156 km de Prague.